# Bernd Damke
Bernd Damke (* 13. Januar 1939 in Gräfendorf, Landkreis Torgau; † 22. Dezember 2022) war ein deutscher Grafiker und Maler.

## Leben
Damke siedelte 1945 nach Oldenburg (Oldenburg) um, wo er 1959 das Abitur ablegte. Anschließend studierte er bis 1963 bei Fred Thieler und Mac Zimmermann an der Hochschule für bildende Künste Berlin, Abteilung Kunstpädagogik.
Da die beiden Professoren in ihren Kunstauffassungen sehr unterschiedlich waren, blieb Bernd Damke zwischen Tachismus und Surrealismus ein Einzelgänger. Nach anfänglichen Collage-Arbeiten (düstere Häusersilhouetten, z. B. das Stillleben „Häuser in der Grunewaldstraße“ 1959) ging er mehr und mehr zu einer minimalistischen und konstruktiven Bildersprache über, ordnete gefundene Formen als Doppelformen oder seriell und behandelte den Raum als Farbe bzw. verwendete die Farbe als vorhandenen Raum. Dieser Widerspruch der beiden Formen macht die Spannung in seinen Bildern aus. Der Berliner Kunstkritiker Heinz Ohff erklärte die Auswechselbarkeit der Farbräume als unendlich wandelbar.
1964 kurz nach Abschluss seines Studiums an der Hochschule nahm Günter Wirth ihn früh in die Reihe seiner Vertragskünstler auf, stellte ihn 1965 in der Galerie Schiessel, Freiburg und in der Galerie Wirth Berlin aus und schickte Arbeiten von Bernd Damke zu Auslandsausstellungen in London, Lichfield und Neapel.
Zwischen 1966 und 1972 machte Bernd Damke Siebdrucke (als Jahresgaben für den Westfälischen Kunstverein und für den Kunstverein Münsterland), die an Georg Karl Pfahler erinnern, aber wesentlich überzeugender, strenger und minimalistischer als diese waren. Bernd Damke überzeugt mit der Prägnanz seiner einzelnen Arbeiten, die in ihrer Gesamtheit eine fortwährende konsequente Entwicklung zeigen. Insbesondere zeigten sich Einflüsse der Hard-Edge-Malerei, hier Ellsworth Kelly, wobei Damkes Werke weicher wirken. Ein Beispiel hierfür wäre das Werk „Roter Block“ von 1973.

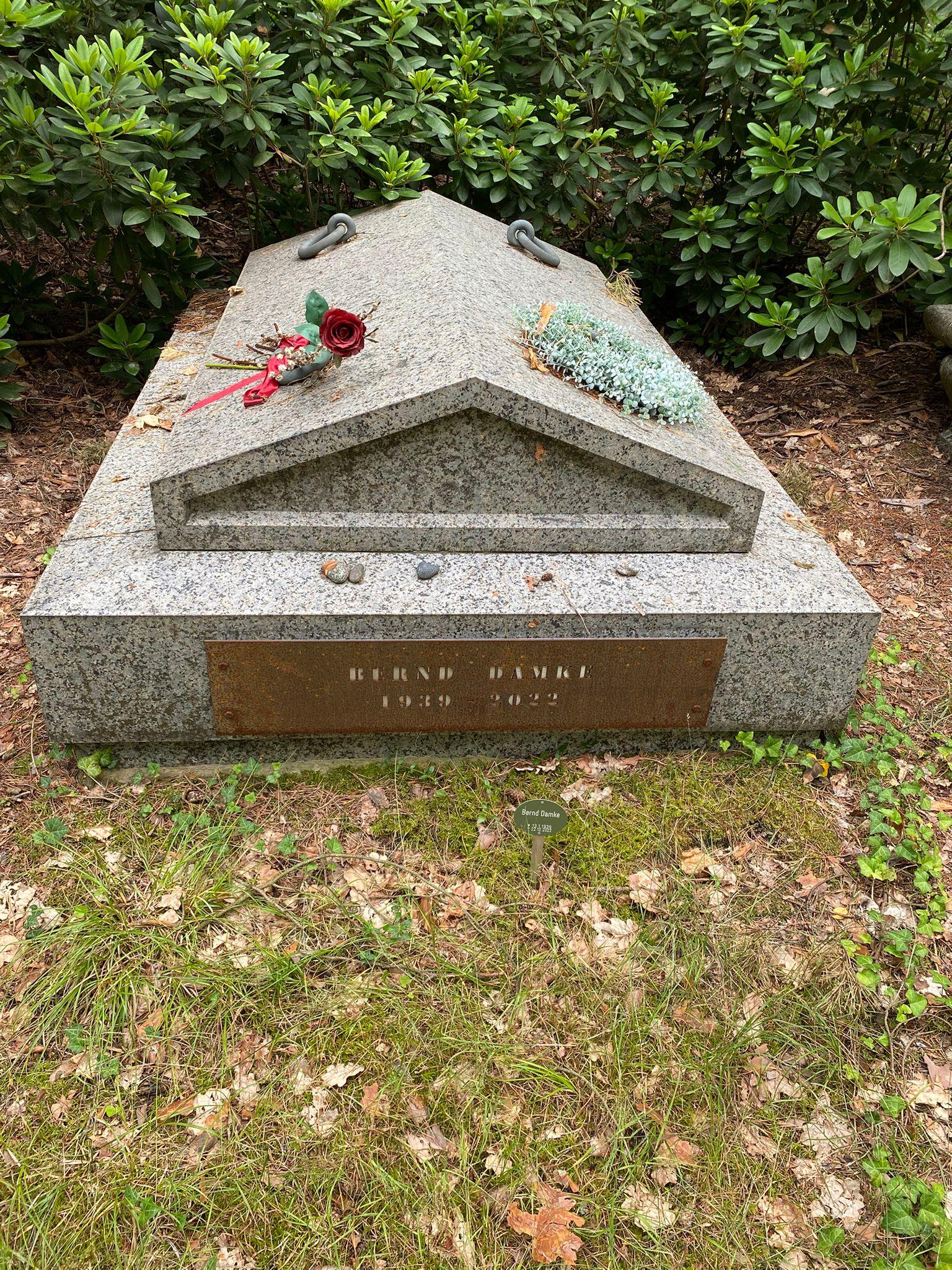
Grabstätte auf dem Südwestkirchhof Stahnsdorf

Von Bedeutung für Damkes öffentliche Wahrnehmung war die 1984 veranstaltete Wanderausstellung, ausgehend von der Städtischen Kunsthalle Recklinghausen über die Ostdeutsche Galerie Regensburg und zuletzt im Haus am Waldsee in Berlin, die bis Juli 1984 verlängert wurde und zu der ein ausführlicher Katalog erschien. Der Kunstkritiker Michael Nungesser vermerkt dazu: „Einen Kontrapunkt zu den genannten neoexpressiven und figurativen Künstlern bildet der Maler Bernd Damke, geboren 1939 in Gräfendorf (Sachsen-Anhalt), neben Lenk, Pfahler und Geiger einer der profiliertesten Vertreter einer abstrakt-konkreten Kunst.“
Damke war 1969 Mitgründer der Künstlergruppe B 1. Im selben Jahr wurde er als Villa-Romana-Preisträger ausgezeichnet und 1973/74 als Villa-Massimo-Stipendiat. 1977 wurde ihm der Karl-Ernst-Osthaus-Preis verliehen.
Von 1972 bis 2004 war Damke Professor am Fachbereich Design der Fachhochschule Münster. Damke lebte in Berlin.
Werke befinden sich u. a. im Karl-Ernst-Osthaus-Museum in Hagen, im Museum Folkwang in Essen und in der Sammlung zeitgenössischer Kunst der Bundesrepublik Deutschland in Bonn. Das Märkische Museum Witten besitzt eine nahezu vollständige Sammlung der 84 grafischen Arbeiten von Bernd Damke aus den Jahren 1961 bis 1991.
Einen Teil seines Frühwerkes hatte Damke noch zu Lebzeiten als Vorlass dem  Künstler:innenarchiv der Stiftung Kunstfonds übergeben. Sein schriftlicher Nachlass befindet sich im Rheinischen Archiv für Künstlernachlässe in Bonn.
Bernd Damke fand seine letzte Ruhestätte auf dem Südwestkirchhof Stahnsdorf.

## Ausstellungen

### Einzelausstellungen
- 1965: Galerie Schiessel, Freiburg; Galerie Wirth, Berlin
- 1973: Kunstpavillon Soest
- 1977: Bernd Damke, Gemälde, Karl-Ernst-Osthaus-Museum, Hagen
- 1984: Bernd Damke, Städtische Kunsthalle Recklinghausen, Ostdeutsche Galerie Regensburg, Haus am Waldsee Berlin
- 2000: Bernd Damke – Grafik, Märkisches Museum Witten
- 2006: Gemälde, Skulpturen, Fotografien, Galerie Poll, Berlin
- 2008: Bernd Damke – Vom Pazifik über Kairo nach Budapest, Kunstmuseum Ahlen[12]
- 2009: Cala de las Mariposas, Galerie Poll, Berlin[13]
- 2012: Bernd Damke „Formenspeicher“, Werke aus dem Atelier aus Münster 2004–2011, Akademie Franz-Hitze-Haus, Münster[8]
- 2014: Bernd Damke Gemälde aus 30 Jahren, Flottmann-Hallen und Städtische Galerie Herne, Herne

### Gruppenausstellung
- 2009: Galerie Clasing, Münster, Doppelausstellung Damke: „Retrospektive“, Franek: „Rückblende“[14]

## Veröffentlichungen
- Ägypten. Reisebilder. Kettler, Bönen 1999, ISBN 3-925608-65-6. (Fotoband).
- Istanbul. Kettler, Bönen 2009, ISBN 978-3-941100-90-9 (Fotoband).
- Im Winter 20.10. Kettler, Bönen 2010, ISBN 978-3-86206-034-4. (Bildband).

Ausstellungskataloge
- Bernd Damke. Städtische Kunsthalle Recklinghausen, 22. Januar 1984 – 26. Februar 1984; Ostdeutsche Galerie Regensburg, 8. März 1984 – 8. April 1984; Haus am Waldsee Berlin, 25. Mai 1984 – 8. Juli 1984. Bongers, Recklinghausen 1984, ISBN 3-7647-0350-4.